# Baumwollpflücker
Bis zur Einführung von Maschinen wurden menschliche Arbeitskräfte (oft auch Sklaven) als Baumwollpflücker zur Ernte von Baumwolle eingesetzt. Das manuelle Ernten durch menschliche Baumwollpflücker ist auch heute noch in einigen Schwellen- und Entwicklungsländern verbreitet.
Im 19. Jahrhundert unterschied sich die Sklavenarbeit der damaligen afroamerikanischen Baumwollpflücker auf den Tabak- und Baumwollplantagen der Südstaaten der USA von der früher etablierten Sklavenarbeit auf den karibischen Zuckerrohrplantagen. Die Baumwollsklaven in den Südstaaten wurden dort als Sklaven geboren oder kamen durch den Atlantischen Sklavenhandel bis zum Verbot der Sklaverei im Jahre 1808 ins Land.
Ein auch in Deutschland bekanntes Buch ist der US-amerikanische Roman Onkel Toms Hütte, der erstmals vom 5. Juni 1851 bis zum 1. April 1852 unter dem Titel „Uncle Tom’s Cabin; or, Life Among the Lowly“ in einer Zeitung der Abolitionisten, den damaligen Gegnern der Sklaverei, herausgegeben wurde.
Der Roman schildert das Schicksal einer Reihe afroamerikanischer Sklaven und ihrer jeweiligen Besitzer in den 1840er Jahren in den Vereinigten Staaten von Amerika.
In mehreren deutschen Städten mit US-amerikanischen Kasernen war die Bezeichnung „Zupfer“ verbreitet, die sich ebenfalls vom Baumwoll- oder Tabakzupfen auf Plantagen ableitete.